# Prodicus bilselii
Prodicus bilselii är en mångfotingart som beskrevs av Karl Wilhelm Verhoeff 1940. Prodicus bilselii ingår i släktet Prodicus och familjen Anthroleucosomatidae. Inga underarter finns listade i Catalogue of Life.